# Lučenec
Lučenec (allemand : Lizenz, hongrois : Losonc, latin : Lutetia) est une ville de la région de Banská Bystrica, en Slovaquie. Sa population est de 28 000 habitants.
Cette ville se situe à 50 km au sud-est de Banská Bystrica.

## Histoire
La plus ancienne mention écrite de Lučenec remonte à 1247 sous le nom de Luchunch.
La localité fut annexée par la Hongrie après le premier arbitrage de Vienne le 2 novembre 1938. En 1938, on comptait 12 467 habitants dont 2099 d'origine juive. Elle faisait partie du district de Lučenec (hongrois : Losonci járás). Le nom de la localité avant la Seconde Guerre mondiale était Lučenec/Losonc. Durant la période 1938 - 1945, le nom hongrois Losonc était d'usage. À la libération, la commune a été réintégrée dans la Tchécoslovaquie reconstituée.
Le quartier de Opatová était une commune autonome en 1938. Il comptait 1 116 habitants en 1938 dont 9 juifs. Elle faisait partie du district de Lučenec (hongrois : Losonci járás). Le nom de la localité avant la Seconde Guerre mondiale était Opatová. Durant la période 1938 -1945, le nom hongrois Losoncapátfalva était d'usage.

## Démographie

### Évolution de la population
| Année:               | 1994.  | 2004.   | 2014.   | 2024.    |
| -------------------- | ------ | ------- | ------- | -------- |
| Nombre de personnes: | 29 023 | 28 039  | 28 204  | 24 661   |
| Différence:          |        | -3,39 % | +0,58 % | -12,56 % |

| Année:               | 2023.  | 2024.   |
| -------------------- | ------ | ------- |
| Nombre de personnes: | 25 018 | 24 661  |
| Différence:          |        | -1,42 % |

## Climat
| Mois                                  | jan.       | fév.      | mars       | avril      | mai       | juin     | jui.    | août      | sep.      | oct.      | nov.      | déc.       | année      |
| ------------------------------------- | ---------- | --------- | ---------- | ---------- | --------- | -------- | ------- | --------- | --------- | --------- | --------- | ---------- | ---------- |
| Température minimale moyenne (°C)     | −4,7       | −3,7      | −0,2       | 4,3        | 8,9       | 12,5     | 14,1    | 13,8      | 9,6       | 5,3       | 1,5       | −3,3       | 4,8        |
| Température moyenne (°C)              | −1,7       | 0,5       | 5,2        | 10,8       | 15,4      | 19       | 20,8    | 20,6      | 15,7      | 10,2      | 4,8       | −0,8       | 10         |
| Température maximale moyenne (°C)     | 1,4        | 4,8       | 10,6       | 17,3       | 22        | 25,5     | 27,6    | 27,5      | 21,8      | 15,3      | 8,2       | 1,8        | 15,3       |
| Record de froid (°C) date du record   | −25,7 1987 | −24 1987  | −16,2 2005 | −10,5 2002 | −2,5 2007 | 2,9 2006 | 4 1986  | 3 1998    | −1,2 2018 | −9,8 1997 | −15 1988  | −26,1 2002 | −26,1 2002 |
| Record de chaleur (°C) date du record | 15,4 2002  | 19,1 2008 | 24,3 2017  | 30,5 2012  | 32,1 2003 | 36 2021  | 39 2007 | 37,3 2015 | 34,5 2015 | 27,5 2011 | 21,6 2018 | 14,2 2014  | 39 2007    |
| Précipitations (mm)                   | 26,4       | 28,4      | 27,9       | 38,4       | 69,6      | 72,8     | 90,1    | 65,3      | 48,7      | 52,2      | 46,8      | 35,3       | 601,9      |
| Nombre de jours avec précipitations   | 5,7        | 6         | 6,2        | 6,3        | 9,3       | 8,6      | 8,9     | 7,2       | 6,8       | 7,1       | 8         | 6,9        | 87         |

## Quartiers
- Lučenec
- Opatová (Opatová pri Lučenci)
- Malá Ves

## Jumelages
- Louny (Tchéquie)
- Salgótarján (Hongrie)
- Pápa (Hongrie)